# Lydia Boucher
Pour les articles homonymes, voir Boucher.
Lydia Boucher est une compositrice, professeure de musique et religieuse canadienne née le 28 février 1890 à Saint-Ambroise-de-Kildare et morte le 5 mars 1971 à Montréal.

## Biographie
Lydia Boucher naît le 28 février 1890 à Saint-Ambroise-de-Kildare.
En 1907, elle entre chez les Sœurs de Sainte-Anne et prononce ses vœux deux ans plus tard, devenant sœur Marie-Thérèse.
En musique, elle étudie avec Auguste Descarries (piano et composition), Claude Champagne et Louis Michiels (composition), Rodolphe Mathieu (harmonie), Raoul Paquet (orgue), J. Alexandre Delcourt (violon) et Fleurette Contant (chant). Elle est lauréate de l'Académie de musique du Québec en 1914 et obtient un diplôme académique de l'association en 1916.
De 1909 à 1979, elle enseigne le piano, le violon et l'orgue dans diverses écoles et institutions dépendant de sa communauté religieuse, à la Maison mère de Mont-Sainte-Anne de Lachine ou à l'École de musique Wilfrid-Pelletier de Montréal notamment.
Elle meurt le 5 mars 1971 à Montréal.
Comme compositrice elle est l'autrice de plusieurs œuvres pour chœur, pour piano et pour orgue.

## Œuvres
Parmi ses compositions, figurent notamment :
- Ave Maria (1923)
- Trois Préludes pour piano (1928-1930)
- L'Œuvre d'Esther Blondin, oratorio (1949)
- Ronde des aiguilles pour piano (Éditions canadiennes, 1950)
- Alleluia pour orgue (1958)
- Hommage à mère Marie-Anne (1971)